# Camillo Pacetti

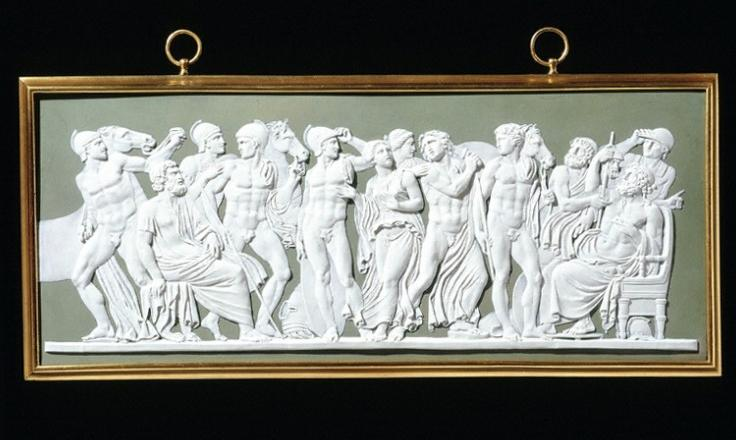
La découverte d'Achille, vers 1788, modélisée par le musée Camillo Pacetti V&A no. 4938-1901

Camillo Pacetti, né le 2 mai 1758 à Rome et mort le 16 juillet 1826 à Milan, est un sculpteur italien. Il est le frère de Vincenzo Pacetti (en), un autre sculpteur. 

## Biographie
Camillo Pacetti, né le 2 mai 1758 à Rome, est le frère de Vincenzo.
Étudiant de l'Accademia di San Luca, il travaille ensuite dans diverses églises à Rome et à Milan. En 1804, sur recommandation d'Antonio Canova, il se voit proposer la présidence de l'Accademia di Belle Arti di Brera à Milan, pour succéder à Giuseppe Franchi. Outre cet engagement pédagogique, Pacetti accepte également des commandes publiques, telles que la statue de la Nouvelle Loi pour la façade du Dôme de Milan et les reliefs de l'Arco della Pace à Milan (l'arc prévu par Luigi Cagnola et comportant également des sculptures de Luigi Canonica). Son sujet vont des portraits aux scènes mythologiques et allégoriques. 
Il est engagé par Josiah Wedgwood à Rome à partir de 1787/1788 sous la supervision de John Flaxman, pour modeler six tablettes illustrant la vie d'Achille. Un dessin à la plume et au lavis de Pacetti d'Achille au dos du Centaure chassant un lion se trouve au Musée Wedgwood, à Barlaston - il est copié à partir d'une image similaire sur un marbre classique, le Luna Disc de c. 800-400 av. J.-C. au Musée du Capitole, remplaçant Chiron par le centaure féminin de cette œuvre. Il termine une Minerve pour le Brera. 
Certains de ses étudiants notables sont Abbondio Sangiorgio, Luigi Scorzini, Gaetano Manfredini, Stefano Girola et Benedetto Cacciatori. 
Il meurt le 16 juillet 1826 à Milan.